# Adrenalized
Adrenalized és un grup basc de hardcore melòdic fundat l'any 2007 a Sant Sebastià. Ha publicat cinc àlbums amb un èxit notable que els ha permès fer vàries gires internacionals: 4 europees, 3 de japoneses, 1 canadenca i 1 per Amèrica del Sud. Al llarg de la seva trajectòria han compartit escenari amb bandes com NOFX, Satanic Surfers, No Fun at All, Lagwagon, Propagandhi, Habeas Corpus i Berri Txarrak, i han actuat en festivals de referència com el Punk Rock Holiday o el Gastez Calling.

## Components
- Iri: bateria[3]
- Josu: baix
- Lolo: guitarra
- Ander «Tejas»: veu i guitarra

## Discografia
- Vote For The Fake (2007)
- Docet Umbra (2010)
- Tales From The Last Generation (2013)
- Tales From The 8-Bit Generation (2016)
- Operation Exodus (2019)[4]